# NHK羽後テレビ中継局
NHK羽後テレビ中継局（エヌエイチケイうごテレビちゅうけいきょく）は、秋田県雄勝郡羽後町にかつて存在したNHK秋田放送局のテレビ中継局。地上デジタル放送中継局開設の予定はなく、共同聴取施設の新設やケーブルテレビへの接続などで対応することになる。

## 概要
- 当中継局は、羽後町西部の田代地区にある宮下山にあり、町西部の広範囲に電波を発射していた。
- なお、民放については、湯沢中継局などを受信していた。

## 中継局概要

### アナログ放送
| 放送局名          | チャンネル | 空中線電力        | ERP                | 放送対象地域 | 放送区域内世帯数 | 偏波面   |
| NHK秋田教育テレビ | 4ch        | 映像3W /音声750mW | 映像9.3W /音声2.3W | 全国放送     | 不明             | 垂直偏波 |
| NHK秋田総合テレビ | 6ch        | 映像3W /音声750mW | 映像9.1W /音声2.3W | 秋田県       | 不明             | 垂直偏波 |

- 2011年7月24日をもってすべて廃止された。

### デジタル放送
- デジタル放送は、非該当である。ただし、町内の一部では、ギャップフィラー方式の中継局で受信可能となる。